# Форт № 7 — Герцог фон Хольштайн
Форт № 7 — Герцог фон Гольштейн (нем. Fort 7 Herzog von Holstein) (русские транскрипции: Гольштайн, Хольштайн) — объект культурного наследия регионального значения в Калининграде, фортификационное сооружение крепости Кёнигсберг, один из двенадцати основных фортов. Расположен на правом берегу реки Преголи при впадении её в Калининградский залив, западнее посёлка Прегольский.

## История
Строительство начато в 1887 году, закончено в 1890 году.
Форт назван именем, общим для Гольштейнских герцогов Северной Германии, многие из которых находились на государственной и военной службе Пруссии.
Форт № 7 прикрывал Кёнигсбергский канал и реку Преголя с запада. Представляет собой сомкнутый пятиугольник, окруженный водным рвом. В углах фасов основного сооружения, защищенного земляной насыпью, размещены кофры с амбразурами.
Во время штурма Кёнигсберга форт находился в стороне от направления главного удара 43 армии и не подвергался артиллерийскому обстрелу из орудий особой мощности.
Штурм форта происходил уже после капитуляции гарнизона крепости Кёнигсберг, 10 апреля 1945 года, штурмовой группой 24-й гвардейской дивизии. Самоходно-артиллерийские установки лейтенанта И. А. Патрушева прямым огнём с близкой дистанции (100—150 метров) подавили пулеметные точки. После этого стрелки 84-го гвардейского полка майора Тимошенко почти без потерь овладели фортом. В плен взято 250 солдат и офицеров, в казематах обнаружено 30 трупов.
Использовался в качестве склада ремонтного завода Балтийского флота. Доступ в форт закрыт.
Постановлением Правительства Калининградской области от 23 марта 2007 года № 132 форту присвоен статус объекта культурного наследия регионального значения.